# 南新庄車站
南新庄車站 （日语：／ Minami-shinjō eki */?）是一由東日本旅客鐵道（JR東日本）所經營的鐵路車站，位於日本山形縣新庄市，是JR東日本陸羽東線沿線的一座無人車站。南新庄車站位於JR東日本仙台支社的管轄範圍內，由新庄車站負責管理。

## 車站結構
南新庄車站站內僅設有一座側式月台與一條乘車線，與一座構造非常簡單、兼用作候車室用途的站房。
在南新庄車站於1960年設站之前，此處的單線軌道原為奧羽本線與陸羽東線所共用，且在車站附近設有鳥越號誌站（日语：鳥越信号場）以作為兩條路線的分歧點。1960年時鳥越號誌站移至更南側，號誌站至北方的新庄車站之間複線化，並配合此複線化工程在陸羽東線上增設本站。至於南移後的鳥越號誌站改由奧羽本線專用，一直到1999年時才裁撤。
因此，在南新庄車站內可以看到兩條並行的路軌，其中靠東側的是陸羽東線，有設置月台可停靠。靠西側的則為直接貫穿車站沒有任何停靠設施的山形新幹線路軌（山形新幹線是與奧羽本線共用軌道的迷你新幹線路線）。
車站四周只有零星散佈一些民房，車站門口緊鄰國道13號（羽州街道）。在車站東側可以見到由新庄市體育協會管理的自行車競技場——新庄市自行車運動中心（新庄市サイクルスポーツセンター）。

## 相鄰車站
東日本旅客鐵道
■陸羽東線
長澤－南新庄－新庄

## 外部連結
- 南新庄車站（JR東日本） （页面存档备份，存于）（日語）

38°43′17.33″N 140°18′58.95″E / 38.7214806°N 140.3163750°E